# Wandance
Wandance (jap. ワンダンス Wandansu) – manga autorstwa Coffee, publikowana na łamach magazynu „Gekkan Afternoon” wydawnictwa Kōdansha od stycznia 2019. W Polsce prawa do jej dystrybucji nabyło Studio JG.
Na podstawie mangi studia Madhouse i Cyclone Graphics wyprodukują serial anime, którego premiera zaplanowana jest na październik 2025.

## Bohaterowie
- Kaboku Kotani (jap. 小谷 花木 Kotani Kaboku)

Seiyū: Kōki Uchiyama 
- Hikari Wanda (jap. 湾田 光莉 Wanda Hikari)

Seiyū: Hina Yōmiya 
- On Miyao (jap. 宮尾 恩 Miyao On)

Seiyū: Ayaka Suwa 
- Iori Itsukushima (jap. 厳島 伊折 Itsukushima Iori)

Seiyū: Toshiki Masuda 
- Gaku Kabeya (jap. 壁谷 楽 Kabeya Gaku)

Seiyū: Yuma Uchida 
- Usen Takumi (jap. 巧 宇千 Takumi Usen)

Seiyū: Yū Hayashi 
- Assei (jap. アッセイ)

Seiyū: Chikahiro Kobayashi 

## Manga
Pierwszy rozdział mangi został opublikowany 25 stycznia 2019 w magazynie „Gekkan Afternoon”. Następnie wydawnictwo Kōdansha rozpoczęło zbieranie rozdziałów do wydań w formacie tankōbon, których pierwszy tom ukazał się 23 maja tego samego roku. Według stanu na 22 sierpnia 2024, do tej pory wydano 13 tomów.
19 stycznia 2024 wydanie mangi w Polsce zapowiedziało Studio JG, natomiast premiera odbyła się 24 maja tego samego roku.
| Nr | Język japoński       | Język japoński         | Język polski        | Język polski           |
| Nr | Data wydania         | ISBN                   | Data wydania        | ISBN                   |
| -- | -------------------- | ---------------------- | ------------------- | ---------------------- |
| 1  | 23 maja 2019         | ISBN 978-4-06-515483-0 | 24 maja 2024        | ISBN 978-83-8257-427-2 |
| 2  | 22 listopada 2019    | ISBN 978-4-06-517482-1 | 26 lipca 2024       | ISBN 978-83-8257-489-0 |
| 3  | 22 maja 2020         | ISBN 978-4-06-519455-3 | 9 października 2024 | ISBN 978-83-8257-538-5 |
| 4  | 23 września 2020     | ISBN 978-4-06-520724-6 | 28 listopada 2024   | ISBN 978-83-8257-595-8 |
| 5  | 23 marca 2021        | ISBN 978-4-06-522662-9 | 31 stycznia 2025    | ISBN 978-83-8257-650-4 |
| 6  | 22 września 2021     | ISBN 978-4-06-524817-1 | 30 maja 2025        | ISBN 978-83-8257-685-6 |
| 7  | 22 lutego 2022       | ISBN 978-4-06-526862-9 | —                   |                        |
| 8  | 22 czerwca 2022      | ISBN 978-4-06-527862-8 | —                   |                        |
| 9  | 21 października 2022 | ISBN 978-4-06-529496-3 | —                   |                        |
| 10 | 21 lutego 2023       | ISBN 978-4-06-530562-1 | —                   |                        |
| 11 | 22 września 2023     | ISBN 978-4-06-531974-1 | —                   |                        |
| 12 | 23 kwietnia 2024     | ISBN 978-4-06-535023-2 | —                   |                        |
| 13 | 22 sierpnia 2024     | ISBN 978-4-06-536467-3 | —                   |                        |

## Anime
W sierpniu 2024 ogłoszono, że manga otrzyma adaptację w formie telewizyjnego serialu anime. Seria zostanie wyprodukowana przez studia Madhouse i Cyclone Graphics, reżyserią zajmie się Michiya Kato, a za produkcję tańca odpowiadać będzie Riehata. Premiera zaplanowana jest na październik 2025 na antenie TV Asahi w bloku programowym IMAnimation W. Prawa do streamingu serii nabył serwis Disney+.

## Odbiór
W 2020 roku manga była jedną z 50 nominowanych serii do 6. edycji konkursu Next Manga Award. W 2021 roku była również jednym z dzieł polecanych przez jury podczas 24. edycji Japan Media Arts Festival.